# Marie Dostalová
Marie Dostalová (15. července 1877 Praha-Veleslavín – 27. března 1903 Praha) byla česká malířka.

## Život
Malířka Marie Dostalová pocházela z umělecky založené rodiny. Její matkou byla herečka pražského Prozatímního divadla Marie Horská-Kallmünzerová a otcem byl továrník Leopold Dostal. Její bratr Adolf Bohuslav byl spisovatel, Karel byl herec a režisér, sestra Hana byla rovněž malířka a sestra Leopolda byla slavnou herečkou Národního divadla v Praze. Marie navštěvovala soukromou malířskou školu Ferdinanda Engelmüllera. Marie Dostalová zemřela velmi mladá po dlouhé nemoci v roce 1903. Je pohřbena na Olšanských hřbitovech (Olšany, VI, 10b, 21). Na její počest uspořádal F. Engelmüller posmrtnou výstavu ve svém ateliéru v dubnu téhož roku.

## Galerie

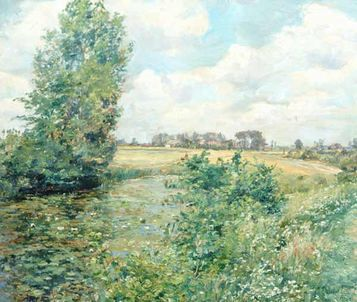
Marie Dostalová – Tůňka (1902)
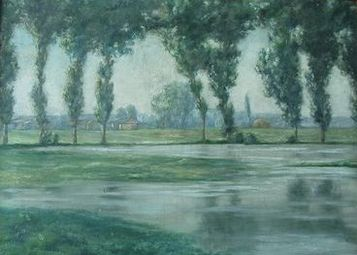
Marie Dostalová – Topoly